# Никеев, Дмитрий Ильич
Дмитрий Ильич Никеев (1907—1978) — советский партийный деятель, учёный-агроном и организатор сельского хозяйства. Депутат Верховного Совета Марийской АССР (1947—1963). Заслуженный агроном РСФСР (1968). Герой Социалистического Труда (1971).

## Биография
Родился 23 октября 1907 года в рабочей семье из деревни Внуковичи (ныне не существует) Рославльского уезда Смоленской губернии (ныне Рославльский район Смоленской области). 
С 1917 года в возрасте десяти лет начал свою трудовую деятельность батраком у местных кулаков. С 1922 по 1925 годы работал колхозником в местном колхозе. С 1925 по 1934 годы являлся членом Липовского сельского совета, одновременно работая на железной дороге и в системе пищевой промышленности обучался на рабочем факультете для подготовке к поступлению в высшее учебное заведение. 
С 1934 по 1939 годы проходил обучение в Московской сельскохозяйственной академии имени К. А. Тимирязева. С 1939 по 1941 годы работал в должности главного агронома  в системе Народного комиссариата земледелия Марийской АССР. С 1941 по 1942 годы в начальный период Великой Отечественной войны служил в Рабоче-Крестьянской Красной армии. С 1942 по 1948 годы работал в должности — первого  секретаря Куженерского районного комитета партии Марийской АССР. С 1948 по 1950 годы — заведующий сельскохозяйственным отделом Марийского областного комитета партии. С 1950 по 1962 годы, в течение двенадцати лет, Д. И. Никеев работал в должности — министра сельского хозяйства Марийской Автономной Советской Социалистической Республике. 20 июня 1951 года Указом Президиума Верховного Совета СССР «за выдающиеся успехи в развитии сельского хозяйства» Дмитрий Ильич Никеев был награждён Орденом Трудового Красного Знамени.
С 1962 по 1978 годы, в течение шестнадцати лет, Д. И. Никеев являлся руководителем Марийской государственной республиканской сельскохозяйственной опытной станции ВАСХНИЛ. Под руководством и при непосредственном участии Д. И. Никеева опытная станция становится ведущим научно-производственным предприятием в системе Всесоюзной академии сельскохозяйственных наук имени В. И. Ленина.
8 апреля 1971 года Указом Президиума Верховного Совета СССР «за выдающиеся успехи в развитии сельского хозяйства» Дмитрий Ильич Никеев был награждён Орденом Ленина
11 декабря 1973 года Указом Президиума Верховного Совета СССР «за большие успехи, достигнутые во Всесоюзном социалистическом соревновании, и проявленную трудовую доблесть в выполнении принятых обязательств по увеличению производства и продажи государству зерна и других продуктов земледелия в 1973 году» Дмитрий Ильич Никеев был удостоен звания Героя Социалистического Труда с вручением Ордена Ленина и золотой медали «Серп и Молот». 
Помимо основной деятельности Д. И. Никеев занимался и общественно-политической работой: с 1947 по 1963 годы был депутатом Верховного Совета Марийской АССР  и в 1971 году являлся делегатом XXIV съезда КПСС. 
Скончался 8 февраля 1978 года. 

## Память
- В п. п. Руэм Медведевского района Марий Эл установлен бюст Д. И. Никеева[3].
- На здании бывшей Марийской сельскохозяйственной опытной станции в п. Руэм Медведевского района Марий Эл в память о Д. И. Никееве установлена мемориальная доска. Надпись на ней гласит: «Здесь, на Марийской государственной республиканской сельскохозяйственной опытной станции, с апреля 1962 по февраль 1978 года работал директором Герой Социалистического Труда, делегат съезда КПСС, Заслуженный агроном РСФСР Никеев Дмитрий Ильич»[4].
- Руэмская средняя общеобразовательная школа Медведевского района Марий Эл носит имя Героя Социалистического Труда Д. И. Никеева[5].

## Награды
- Медаль «Серп и Молот» (11.12.1973)
- Орден Ленина (08.04.1971; 11.12.1973)
- Орден Отечественной войны 2-й степени (21.06.1946)
- Орден Трудового Красного Знамени (20.06.1951)
- Орден «Знак Почёта»  (26.11.1965)
- Медаль «За трудовую доблесть» (25.12.1959)
- Почётная грамота Президиума Верховного Совета Марийской АССР (1943, 1946, 1957, 1977)[6]

### Звания
- Заслуженный агроном РСФСР (29.01.1968)